# Unione Sportiva Civitavecchiese 1938-1939
Questa voce raccoglie le informazioni riguardanti l'Unione Sportiva Civitavecchiese nelle competizioni ufficiali della stagione 1938-1939.

## Rosa
| N. |                   | Ruolo | Calciatore       |
| -- | ----------------- | ----- | ---------------- |
|    | Italia (bandiera) | C     | Vittorio Altieri |
|    | Italia (bandiera) |       | Edmondo Ansaloni |
|    | Italia (bandiera) |       | Dario Baldoni    |
|    | Italia (bandiera) | P     | Carlo Bottoni    |
|    | Italia (bandiera) | D     | Mario Giansanti  |
|    | Italia (bandiera) |       | Rolando Leppe    |
|    | Italia (bandiera) |       | Mario Pacini     |

| N. |                   | Ruolo | Calciatore                |
| -- | ----------------- | ----- | ------------------------- |
|    | Italia (bandiera) | D     | Brenno Paoli              |
|    | Italia (bandiera) | A     | Mario Patuzzi             |
|    | Italia (bandiera) |       | Carlo Pronzati            |
|    | Italia (bandiera) | C     | Cesare Rocchi             |
|    | Italia (bandiera) |       | Francesco Giuseppe Sanson |
|    | Italia (bandiera) | C     | Rodolfo Stilli            |
|    | Italia (bandiera) |       | Ezio Tilli                |